# Andrási Ádám János József
Andrási Ádám János József (18. század) katonatiszt, jogász.
Csíkszentkirályi és krasznahorkai báró volt. Az osztrák seregben ezredesi ranggal bírt, ezenkívül egy magyar huszárezrednek is parancsnoka volt. Részt vett az 1742-es hadjáratban, s neve mint hadvezéré később, 1748-ban is előfordul.
Kiadta az osztrák törvénykönyvnek a hadseregre vonatkozó részeit ilyen címen:
Frauen Mariae Theresiae zu Hungarn und Böheim Königin… Articuls-Brief. München, 1742.
A német szöveghez csatolta annak magyar és cseh fordítását is.